# Зупинка кровотечі
Зупинка кровотечі (контроль кровотечі) — комплекс медичних маніпуляцій, спрямованих на сповільнення та зупинку кровотечі, допомагаючи чи навіть заміняючи фізіологічний гемостаз.
Оскільки гостра кровотеча веде до втрати крові та швидкого виникнення геморагічного шоку, а надалі — коми та смерті, найголовнішою метою при невідкладній допомозі (першій домедичній та долікарській) є сповільнення та зупинка крововтрати доступними методами та засобами.
У складних випадках імовірність виживання постраждалого чи пораненого прямо пропорційна швидкості зупинки кровотечі, тобто чим швидше зупинити кровотечу, тим вища ймовірність виживання постраждалого (пораненого).

## Класифікація
Методи зупинки кровотеч поділяють на дві групи:[джерело?]
- тимчасові;
- кінцеві.

Тимчасові методи простіше і швидше застосувати, щоб сповільнити чи зупинити кровотечу, проте, ці методи неприйнятні для тривалого застосування, так як можуть негативно впливати на організм створюючи інші загрози для здоров'я чи навіть життя.

### Тимчасові
До тимчасових методів належать:
- Пальцеве притискання (перетискання):
  - в рані
  - судини «протягом» («біля рани»)
  - магістральної судини (артерії)
- Підвищене положення (кінцівки), зміна положення тіла
- Максимальне згинання (в суглобах, з вставками)
- Стискальна пов'язка
- Щільне тампонування рани («туга тампонада») з використання гемостатичних засобів таких як вітчизняний Кровоспас[1][2][3], або західні аналоги QuikClot, ChitoGauze. До цього методу також відноситься і розтискання (зонд Блекмора)
- Накладання джгута/турнікета:
  - артеріального
  - венозного (при невідкладній допомозі при кровотечах майже не використовують)
- Накладання імпровізованого джгута («закрутки»)
- Накладання кровоспинного затискача на кінці ушкодженої судини
- Закручування кінців ушкодженої судини
- «Хімічна зупинка кровотечі» (військова медицина (REVUL (Україна)[4], CELOX (США), Гемостоп (Росія))
- Накладання раневого затискувача[5][6]

### Кінцеві
До кінцевих методів належать:[джерело?]
- Механічні:
  - накладання затискача та лігатури;
  - прошивання судини в рані;
  - накладання лігатури на відстані;
  - накладання судинного шва (судинна пластика).
- Фізичні:
  - холод (використовують при ПМД, незважаючи на те, що даний метод відносять до кінцевих);
  - електрокоагуляція;
  - інтраопераційне зварювання.
- Хімічні:
  - медикаменти, що звужують просвіт судин (адреналін, норадреналін та інш.)
  - медикаменти, що впливають на згортання крові:
    - місцеві (перекис водню 3 %, водний розчин калію перманганату 5-7 %, нітрат срібла («срібний олівець») та інш.)[7][8][9]
    - загальні:
      - уповільнюють руйнування тромбів (транексамова кислота, амінокапронова кислота)
      - сприяють утворенню вітамін К-залежних факторів згортання крові (Фітоменадіон (вітамін К1), менадіон (вітамін К3) — діють із затримкою[10])
      - впливають на функцію тромбоцитів та ендотелію (етамзилат натрію[11])
- Біологічні:
  - місцеві (гемостатична, фібринна, желатинова губки; фібриноген, фібринна плівка, суха плазма)
  - загальні («свіжа» донорська кров, фібриноген (розчин), плазма крові, кріопреципітат, антигемофільні сироватка та плазма, тромбоцитарна маса та інші; вакцинування чи введення глобулінів[8] (наприклад імуноглобулінів))

## Практичне застосування

Місця (симетричні) притискання пальцем(-ям) магістральних артерій при артеріальних кровотечах

Тимчасові методи можуть використовувати медики, а також люди, які отримали необхідні знання та практичні навички на спеціальних курсах (працівники поліції, МНС та інш.), як при само-, так і при взаємодопомозі.
Застосовують на місці, де трапилась травма та в найкоротший час з моменту її виникнення. Даний метод зупиняє кровотечу, але не підходить для постійного застосування через різноманітні ускладнення, котрі виникають внаслідок використання.
Найпростішим рефлекторним методом є пальцеве притискання в рані (наприклад, при пораненні пальця руки людина автоматично згинає руку в лікті та притискає місце ушкодження іншими пальцями, таким чином застосовуючи одночасно три методи: підвищене положення, максимальне згинання та пальцеве притискання). При пораненнях судин середнього діаметра більш ефективним буде пальцеве притискання судини «протягом» (в побуті просто — «тисни трохи вище рани»). При кровотечі з магістральних судин (артерій, окрім аорти) — необхідно притискати артерії у відповідних місцях між раною та серцем (див. малюнок).[джерело?]
Тривалість пальцевого притискання (в ідеальних умовах) не перевищує 15 хв, оскільки настає втома і притискати стає важко, а ослаблення притискання призводить до відновлення кровотечі. Іншим фактором небезпеки при застосуванні такого методу є інфекції, особливо ті, що передаються через кров. У зв'язку з цим в деяких країнах законодавчо затверджено дозвіл медикам не надавати ПМД при відсутності засобів індивідуального та медичного захисту.[джерело?]

Варіант накладання стискальної пов'язки

Стискальна пов'язка накладається за допомогою бинта при венозних кровотечах та кровотечах з дрібних артерій. Місце кровотечі (поранення) накривають 5-10 шарами марлі (бинту, бажано стерильними), зверху товстий прошарок вати (якщо є можливість) та коловими стискальними турами бинта тісно фіксують до тіла. Добре зупиняє венозні кровотечі, дозволяє «звільнити руки» того, хто надає допомогу. Якщо кровотеча не зупинилась (а лише сповільнилась) бинт промокає кров'ю та вона починає стікати. При довготривалому застосуванні (2-6 год) шкіра ділянки тіла нижче пов'язки починає темніти та набувати різних відтінків темно-синього чи темно-фіолетового кольорів, при застосуванні більше 12 годин додатково із зміною забарвлення починає наростати набряк.[джерело?]
Щільне тампонування рани використовують при глибоких ранах — беруть довгий стерильний бинт (можна з місцевим кровоспинним засобом) і за допомогою пінцета (чи рук у хірургічних рукавичках) щільно заповнюють порожнину до появи сильних «розпираючих» больових відчуттів у постраждалого. Якщо необхідно, використовують стільки бинту, щоб повністю заповнити простір рани. Зверху накладають стискальну пов'язку та 1-2 хв додатково притискають руками місце кровотечі.[джерело?]
Накладання джгута/турнікета вимагає певних навичок та знань для ефективного використання. Застосування турнікетів більш безпечне у порівнянні з гумовими чи силіконовими джгутами.[джерело?]
Джгут/турнікет накладають, якщо відсутні протипоказання до його застосування, при артеріальних кровотечах, кровотечах, що не вдалось зупинити іншими методами, та при високому ризику смерті постраждалого від кровотечі.[джерело?]
Джгут/турнікет може знаходитися на тілі не більше двох годин у теплу пору року та 1,5 години взимку без ризику втрати кінцівки[джерело?], відтак необхідно на бирці, закріпленій на турнікеті (або на листочку, який закладають між тури джгута) вказувати час його накладання. При необхідності залишити джгут/турнікет на триваліший час (непередбачені обставини і т. ін.) виконують реперфузію за рахунок конверсії турнікета: д./т. потрібно розпустити на декілька секунд, притиснувши судину пальцем або наклавши стискальну пов'язку, зробити легкий масаж місця накладання, перенакласти джгут дещо центральніше (орієнтовно раз в годину, під контролем медика). Виконувати цю маніпуляцію потрібно обережно та впевнено, щоб не виникло ситуації коли джгут недостатньо затягнутий для зупинки артеріальної кровотечі, але при цьому залишається достатній тиск, щоб перекривати венозний кровотік. Це призведене до зміни кольору шкіри нижче накладання турнікета (посиніння) та набряку кінцівки.[джерело?]
Джгут можна накласти лише на оголену ділянку шкіри, а для турнікетів обмежень немає. Для захисту шкіри від защемлення під джгут підкладають м'яку підкладку (розправлену частину тонкого одягу, хустинку). Місце накладання центральніше пошкодженої ділянки: при пораненні нижньої кінцівки — на будь-якому рівні стегна, верхньої кінцівки — на плечі, окрім середньої третини через небезпеку стискання нервових стовбурів. Якщо на передпліччі чи гомілці з першого разу не вдається зупинити кровотечу джгутом/турнікетом, необхідно перемістити його відповідно на плече чи стегно (там де є одна кістка). Або прикласти більше зусилля для затягування воротка, бо турнікет здатен зупиняти кровотечу будь де на кінцівці.[джерело?]
При правильному накладанні шкірні покриви дистальніше джгута/турнікета бліднуть, кровотеча сповільнюється та зупиняється за 10-15 секунд. Слабко затягнутий джгут/турнікет посилює кровотечу з рани за рахунок венозного застою (шкіра нижче місця перетискання набуває характерного темно-синього відтінку). Постраждалий, якщо у свідомості, буде скаржитись на біль (різного характеру) в місці стискання, тому потрібно прикласти холод або ввести ненаркотичні знеболювальні ліки.[джерело?]
У мирний час при масових ураженнях (стихійні лиха, надзвичайні ситуації різного генезу) постраждалих з накладеним джгутом/турнікетом помічають пов'язками з яскравими чи контрастними кольорами (наприклад червоним, яскраво-оранжевим). У деяких країнах, як то Англії, Німеччині, США, самі турнікети роблять з матеріалу, забарвленого яскраво-оранжевим кольором.[джерело?]
Постраждалого з накладеним джгутом/турнікетом необхідно негайно відправляти у лікувальний заклад (або до відповідного пункту на етапах медичної евакуації у воєнний час). Для цього додатково знерухомлюють ділянку з джгутом/турнікетом (іммобілізують) та огортають термоковдрою (теплою ковдрою і т. ін.) незалежно від пори року.[джерело?]
Хімічна зупинка кровотечі або медикаментозне «припікання»: джгут/турнікет після накладання різко обмежує функції ділянки накладання, що в певних умовах є неприпустимо. Так військові використовують медикаменти у вигляді порошків, у гранулах чи пасти, які при контакті з кров'ю вступають в екзогенну гемостатичну хімічну реакцію, що додатково призводить до нагрівання і «запікання» рани чи зупинки кровотечі за рахунок поглинання молекул води з крові та утворюючи таким чином тромбоцити (гемостатики на основі каоліну). За таких умов поранений невдовзі зможе, наприклад, опиратися на травмовану ногу, тоді як при накладенні джгута/турнікета це практично неможливо. Однак «запечені» тканини дуже погано піддаються подальшому лікуванню, тому слід ретельно обирати гемостатичні засоби.[джерело?]
Накладання раневого затискувача. У якості альтернативи тампонаді рани, або сумісно з нею, можна застосовувати ITClamp, пристрій для контролю кровотечі у кінцівках, пахвовій западині, паху, шкірі голови та шиї. Пристрій, при відповідній маніпуляції, стягує та з'єднує краї рани за допомогою голок на краях гребінців. Зупинка кровотечі відбувається за рахунок закриття та здійснення подальшого тиску на рану, при цьому, зберігається кровообіг у ділянці накладання.
Кінцеві методи можуть використовувати лікарі загальної практики та профільні лікарі в медичних закладах (мирних чи військових) відповідного рівня.[джерело?]

## Цікаві факти
У спорті, зокрема професійному боксі, є особлива професія — катмен. Це людина в команді боксера, яка професійно та швидко зупиняє зовнішню кровотечу на голові, до того як рефері повністю зупинить бій.[джерело?]